# Leon Berenson

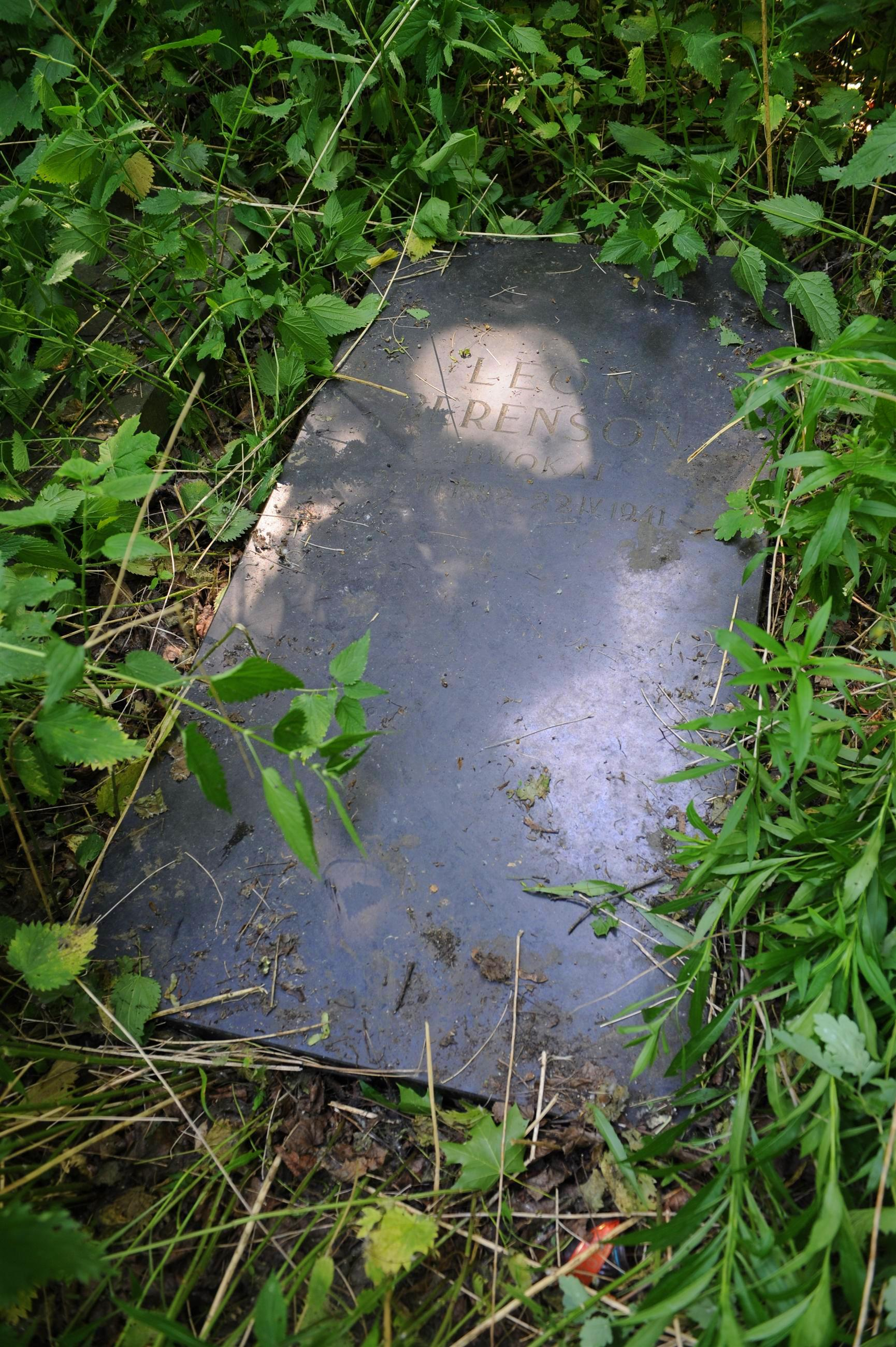
Grób Leona Berensona na Cmentarzu żydowskim przy ulicy Okopowej w Warszawie

Leon Berenson (ur. 27 lipca 1882 w Warszawie, zm. 22 kwietnia 1941 tamże) – polski prawnik żydowskiego pochodzenia, obrońca w licznych procesach politycznych PPS-u, członek loży wolnomularskiej w Warszawie w czasach II Rzeczypospolitej.

## Życiorys
Odbył studia prawnicze na Sorbonie. Później praktykował u Stanisława Patka. W latach 1905–1908 bronił przed rosyjskimi sądami rewolucjonistów z PPS i SDKPiL, wśród nich m.in. Józefa Montwiłł-Mireckiego i Henryka Barona, którzy zostali skazani na śmierć i powieszeni w Cytadeli Warszawskiej, a także Feliksa Dzierżyńskiego. W latach 1907–1910 należał do grona rady obrony politycznej. Od 1905 członek Koła Obrońców Politycznych i jego aktywny uczestnik.
Był jednym z całego zespołu młodych adwokatów pod kierownictwem Stanisława Patka, występujących bezinteresownie w procesach politycznych. Oprócz Berensona w Kole Obrońców Politycznych i wokół niego skupiło się grono przyszłych luminarzy polskiej palestry w okresie międzywojennym, takich jak Eugeniusz Śmiarowski, Kazimierz Sterling, Wacław Szumański, Henryk Landy, Stanisław Rundo, Emil Stanisław Rappaport, Wacław Makowski, Bronisław Sobolewski i Jerzy Skokowski.
W 1915 został członkiem Rady Miejskiej Warszawy. Był pracownikiem Komisji do Spraw Więziennych Tymczasowej Rady Stanu.
W 1918 przebywając w Moskwie pod rządami bolszewików skutecznie interweniował u ówczesnego szefa Czeki, swego byłego klienta, Feliksa Dzierżyńskiego, m.in. doprowadzając do uwolnienia aresztowanego Bolesława Wieniawy-Długoszowskiego. Po rozpadzie małżeństwa Berensonów, Bronisława Berenson została żoną Wieniawy, któremu urodziła córkę.
W latach 1920–1923 pełnił funkcję radcy prawnego poselstwa polskiego w Waszyngtonie. Później pracował także w konsulacie polskim w Charkowie. W latach 1931–1933 był obrońcą Norberta Barlickiego i Adama Pragiera w procesie brzeskim, a w 1932 obrońcą Juliana Blachowskiego, zabójcy dyrektora Zakładów Żyrardowskich. W 1937 związał się ze Stronnictwem Demokratycznym.
Wybuch II wojny światowej zastał go w Warszawie. Pomimo oferowanej mu pomocy zrezygnował z ucieczki i ukrycia. Na rozkaz władz okupacyjnych został przesiedlony do warszawskiego getta, gdzie zamieszkał w małym pokoju przy ulicy Ogrodowej. Odrzucił proponowaną mu funkcję komendanta Żydowskiej Służby Porządkowej w warszawskim getcie. Zmarł we śnie w nocy z 22 na 23 kwietnia 1941. Pochowany został w obecności bliskich na cmentarzu żydowskim przy ulicy Okopowej w Warszawie (kwatera 24, rząd 2).

## Wybrane publikacje
- Ogólne zasady więziennictwa, Warszawa 1917
- Wewnętrzna organizacya rad miejskich, Warszawa ZMKP 1919
- Z sali śmierci. Wrażenia obrońcy politycznego, Warszawa F. Hoesick 1929

## Ordery i odznaczenia
- Krzyż Oficerski Orderu Odrodzenia Polski (2 maja 1923)[6][7]
- Złoty Wawrzyn Akademicki (5 listopada 1938)[8][9]

## Upamiętnienie
Jego imieniem w 1979 nazwano ulicę znajdującą się na terenie obecnej dzielnicy Białołęka w Warszawie.